# Okresní dům (Nový Bydžov)
Novorenesanční budova bývalého Okresního domu se nalézá v ulici Josefa Jungmanna v Novém Bydžově (okrese Hradec Králové). V roce 1899 při západní straně předměstského čtverce byla, podle plánů architekta Jana Vejrycha (1856-1926), postavena budova určená pro okresní orgány. Jejím stavitelem byl Alois Jedlička. Objekt byl v letech 1932-1933 rozšířen o přístavbu v jeho jižní části, ale po zrušení okresu (1960) byla budova využívána pro potřeby středoškoláků. Po nákladné restauraci budovy v letech 1996 až 1999 je budova i nadále využívána jako objekt střední školy. Budova je chráněn jako kulturní památka ČR. Národní památkový ústav tuto budovu uvádí v katalogu památek pod rejstříkovým číslem ÚSKP 12888/6-5721. 

## Galerie

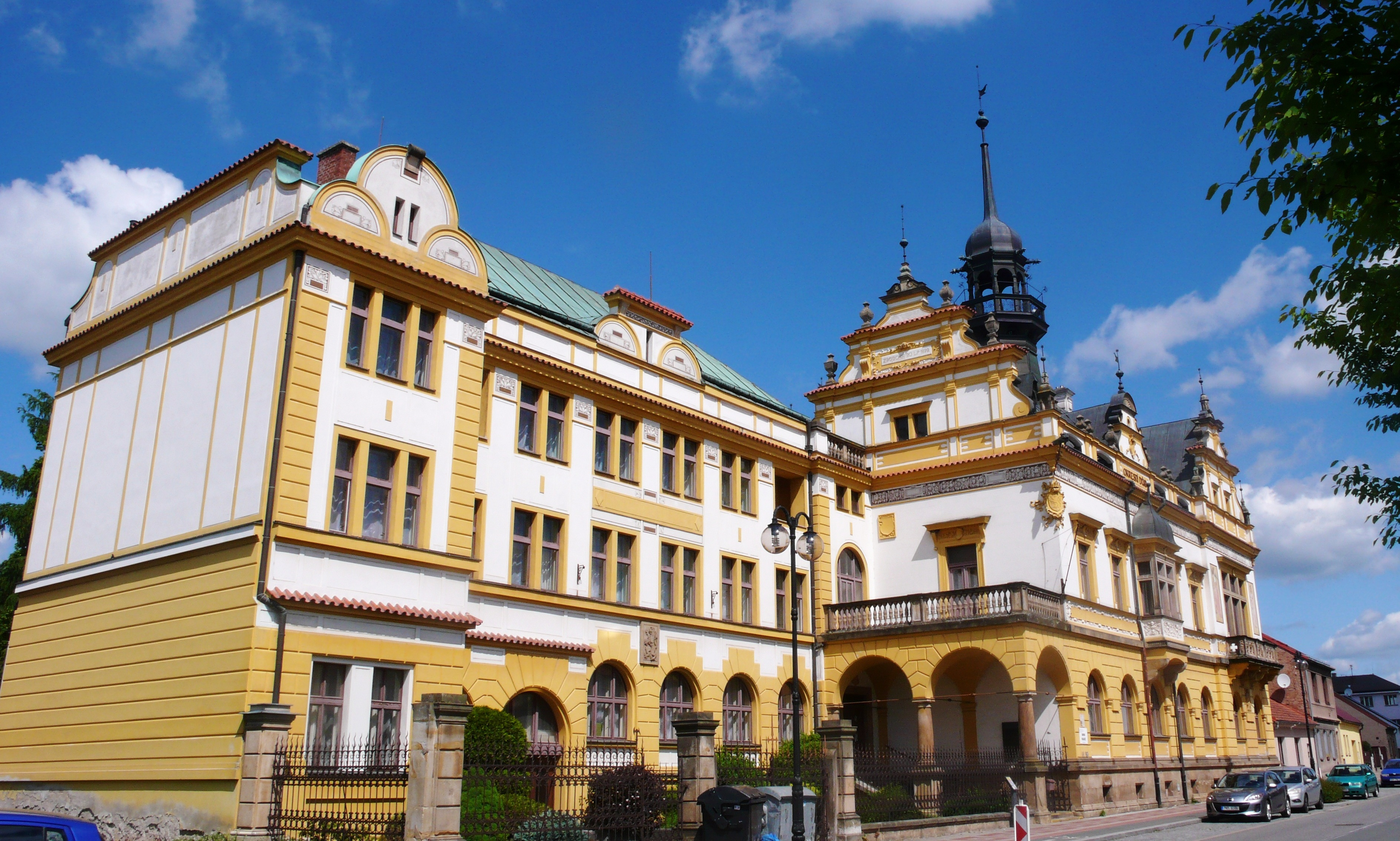
Původně Okresní dům, dnes Střední škola v Novém Bydžově
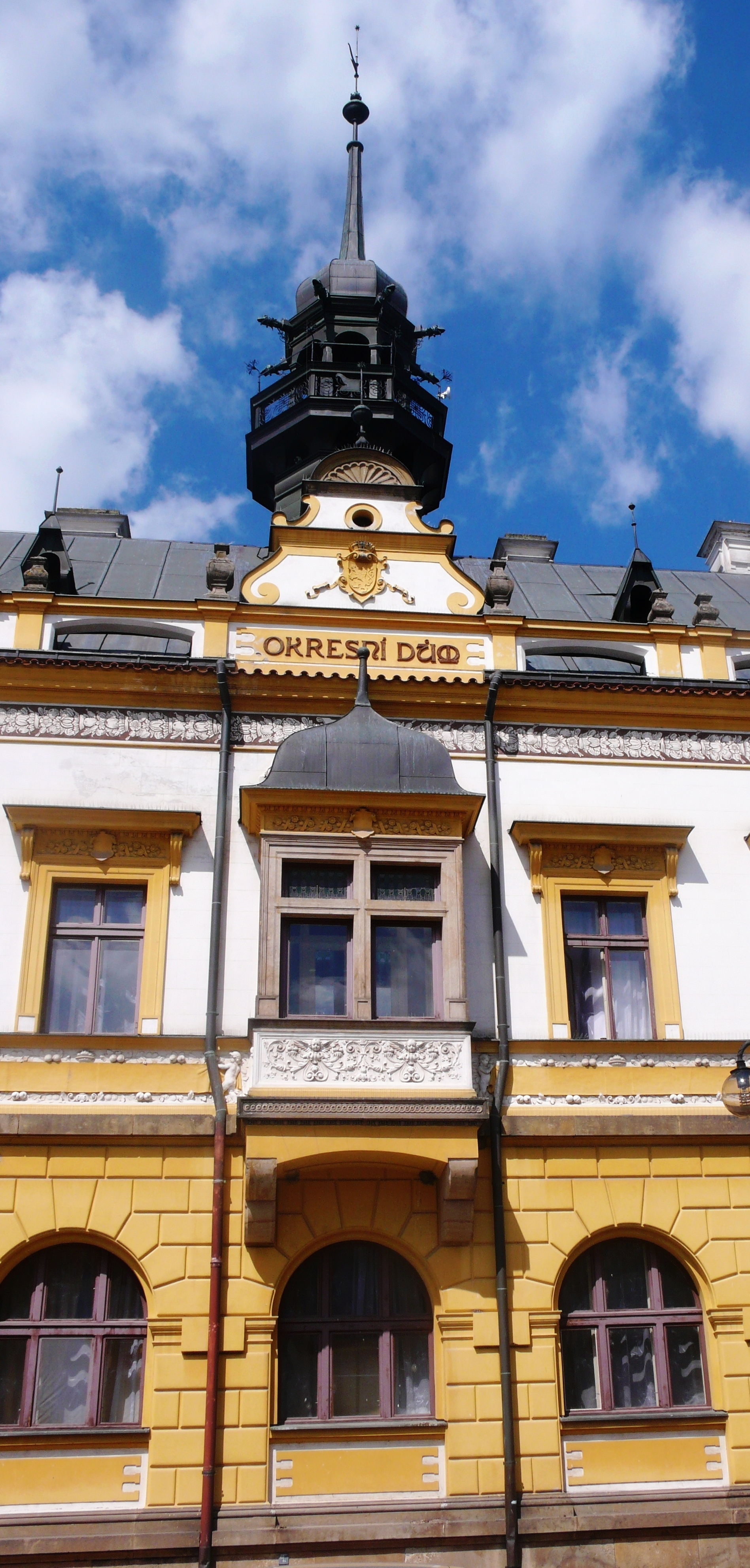
Střední osa budovy s arkýřem a tříetážoým štítem s nápisem "Okresní dům"
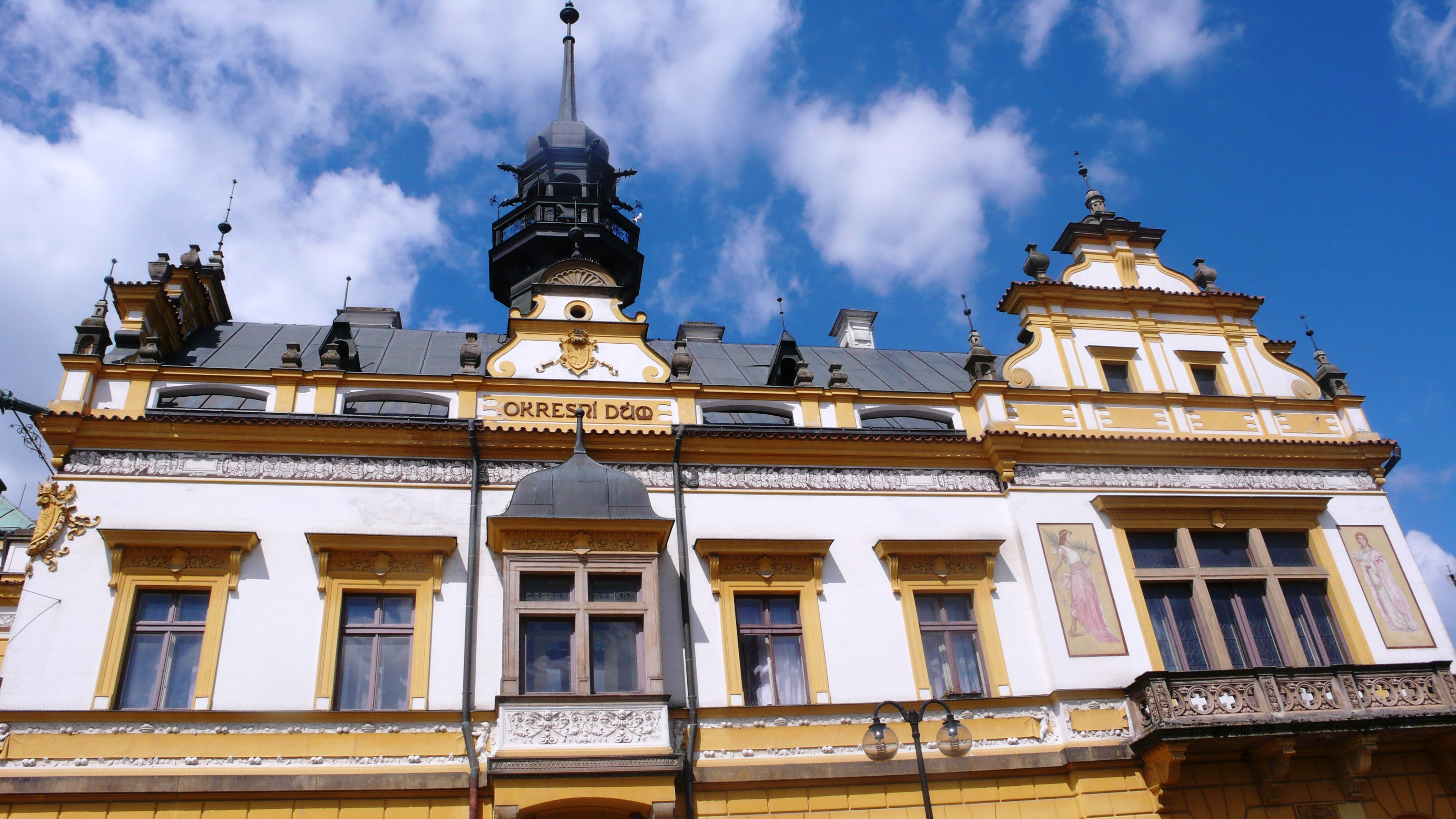
Dvě alegorické postavy na průčelí vpravo navrhl malíř Josef Rektor